# Extinción en ojo de perdiz
La extinción en ojo de perdiz es un tipo concreto de interferencia luminosa, exhibida por minerales del grupo de la mica cuando se examinan con luz polarizada cruzada mediante un microscopio petrográfico. Estos minerales muestran un particular aspecto granular al intentar localizar su ángulo de extinción.
El efecto es causado por las herramientas de corte utilizadas para crear las secciones delgadas necesarias para ser observadas al trasluz. La operación de corte altera la alineación de los planos de exfoliación característicos de las delgadas hojas de la mica. La superficie resultante, ligeramente rugosa, sufre la alteración del ángulo de extinción de su estructura cristalina, produciendo este particular tipo de extinción. Dado que no es una característica natural de la mica, no es objeto de estudio cristalográfico, aunque sirve para identificar fácilmente este mineral.
Micas comunes que exhiben esta propiedad son la biotita (incluyendo las variedades ricas en magnesio como la flogopita) y la moscovita.
Etimología:
La denominación hace referencia al aspecto granular con nodos intercalados de las muestras, que recuerda a la "Labor de pasamanería que en el cruce de los hilos forma unos nudos lenticulares" con la que define el término "ojo de perdiz" el Diccionario de la Real Academia.